# Eutelsat 5 West A
O Eutelsat 5 West A (anteriormente chamado de Stellat 5 e, em seguida, Atlantic Bird 3) é um satélite de comunicação geoestacionário europeu construído pela Alcatel Alenia Space. Ele está localizado na posição orbital de 5 graus de longitude leste e é de propriedade da Eutelsat. O satélite foi baseado na plataforma Star-2.4 Bus e sua vida útil estimada era de 12 anos.

## História
O satélite foi fabricado sob o nome Stellat 5 para a France Télécom e lançado em órbita em 5 de julho de 2002. Pouco tempo depois a France Télécom decide vender o satélite para a Eutelsat, que em 25 de setembro de 2002, conclui a aquisição, no montante de € 183.900.000 e renomeia o satélite para Atlantic Bird 3, mas em 1 de março de 2012 a Eutelsat adotou uma nova designação para sua frota de satélites, todos os satélites do grupo assumiram o nome Eutelsat associada à sua posição orbital e uma letra que indica a ordem de chegada nessa posição, então o satélite Atlantic Bird 3 recebeu o nome Eutelsat 10A.

## Lançamento
O satélite foi lançado com sucesso ao espaço no dia 5 de julho de 2002, às 23:22 UTC, por meio de um veículo Ariane-5G V153 a partir do Centro Espacial de Kourou, na Guiana Francesa, juntamente com o satélite N-Star C. Ele tinha uma massa de lançamento de 4.050 kg.

## Capacidade
O Eutelsat 5 West A é equipado com 35 transponders em banda Ku e 10 em banda C, fazendo transmissões de televisão, dados e outros serviços de multimídia para as Américas, Europa, África e Oriente Médio.

## Cobertura
O satélite pode ser recepcionado na Europa, América do Norte, África, Brasil e na Península Arábica.